# Nediljko Labrović
Nediljko Labrović, né le 10 octobre 1999 à Split en Croatie, est un footballeur international croate qui évolue au poste de gardien de but au FC Augsbourg.

## Biographie

### Carrière en club
Né à Split en Croatie, Nediljko Labrović commence sa carrière au NK Junak Sinj (en). Il rejoint en 2018 le HNK Šibenik, qui évolue alors en deuxième division croate. Il joue son premier match avec ce club le 8 septembre 2018, lors d'une rencontre de championnat face au NK Međimurje Čakovec. Il est titularisé et les deux équipes se neutralisent (2-2 score final). Le club est ensuite promu et Labrović découvre la première division croate, jouant son premier match dans l'élite le 15 août 2020 face au HNK Rijeka, lors de la première journée de la saison 2020-2021. Il est titulaire lors de cette rencontre perdue par son équipe (2-1 score final).
En juillet 2021, il rejoint le HNK Rijeka. Il signe un contrat courant jusqu'en juin 2025 et a pour tâche de remplacer l'ancien titulaire au poste, Ivan Nevistić, parti au Dinamo Zagreb,.
Il joue son premier match sous ses nouvelles couleurs le 17 juillet 2021 contre le HNK Gorica, à l'occasion de la première journée de la saison 2021-2022. Il est titularisé et son équipe s'impose (2-0 score final).
Lors de l'été 2024, Nediljko Labrović rejoint le FC Augsbourg. Le transfert est annoncé dès l e 11 juin 2024 et il signe un contrat courant jusqu'en juin 2029.

### En sélection
Nediljko Labrović représente l'équipe de Croatie des moins de 20 ans pour un total de deux matchs joués entre 2018 et 2019.
En mai 2022, Nediljko Labrović est convoqué pour la première fois avec l'équipe nationale de Croatie par le sélectionneur Zlatko Dalić, lors d'un rassemblement de l'équipe nationale pour des matchs de Ligue des nations.
Le 20 mai 2024, il figure dans la liste des 26 joueurs croates retenus par Zlatko Dalić pour participer à l'Euro 2024.